# Novi Travnik
Novi Travnik (kyrilliska: Нови Травник, 1980–1992: Pucarevo) är en ort i kommunen Novi Travnik i kantonen Centrala Bosnien i centrala Bosnien och Hercegovina. Orten ligger cirka 71 kilometer nordväst om Sarajevo. Novi Travnik hade 9 008 invånare vid folkräkningen år 2013.
Av invånarna i Novi Travnik är 53,45 % kroater, 40,23 % bosniaker, 3,65 % serber och 0,82 % bosnier (2013).